# Миттенвальде (Марк)
Миттенвальде (нем. Mittenwalde) — город в Германии, в земле Бранденбург.
Входит в состав района Даме-Шпревальд.  Занимает площадь 98,47 км². Официальный код — 12 0 61 332.
Город подразделяется на 6 городских районов.

## Население
| Год  | Население |
| ---- | --------- |
| 1990 | 5 697     |
| 1995 | 6 522     |
| 2000 | 8 410     |
| 2005 | 8 664     |
| 2010 | 8 724     |
| 2015 | 8 898     |
| 2020 | 9 428     |

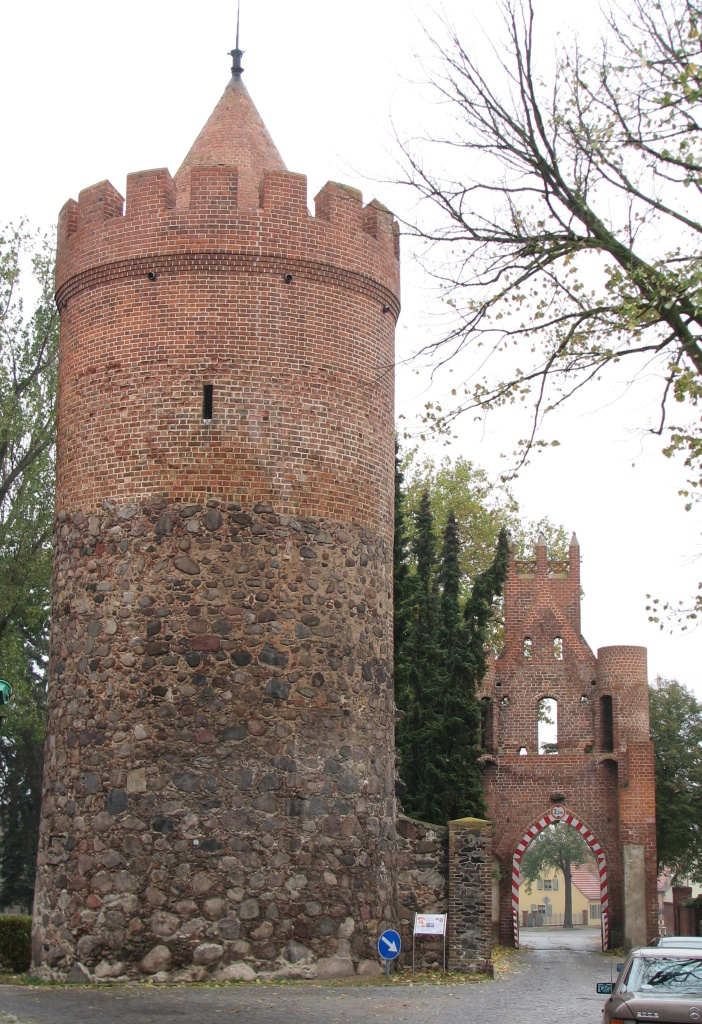
Pulverturm und Berliner Tor
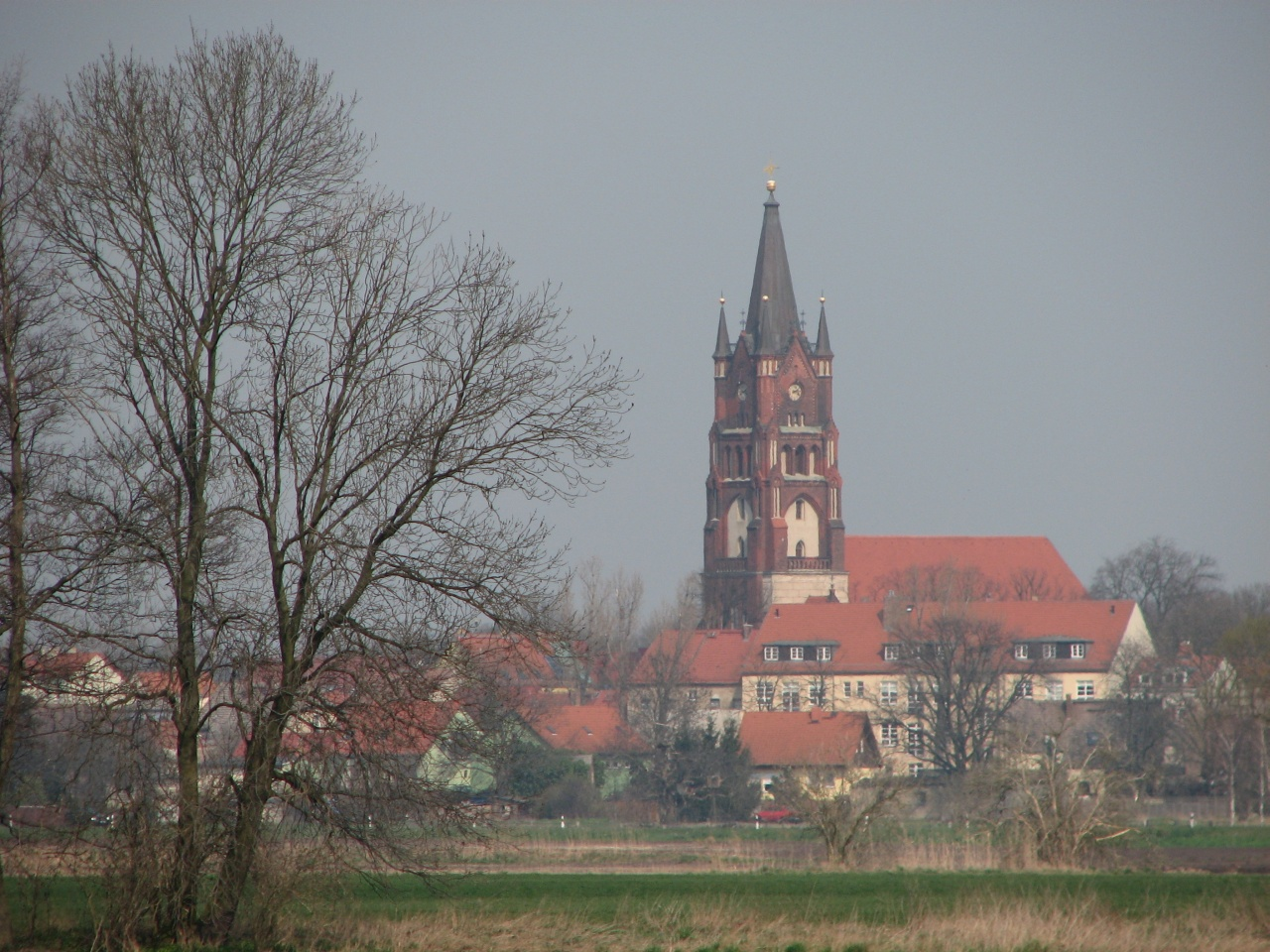
Pfarrkirche St. Moritz
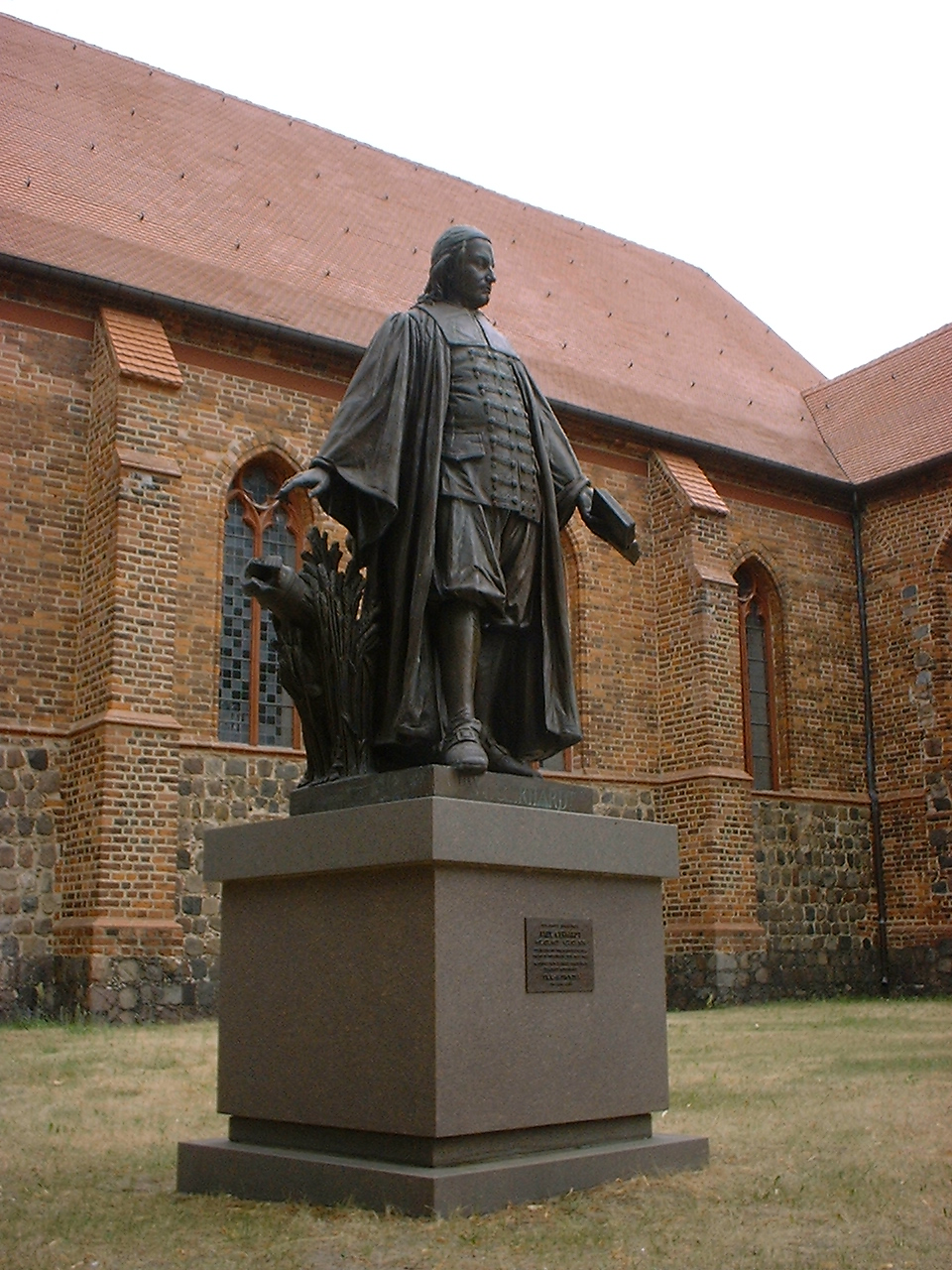
Памятник Паулю Герхардту
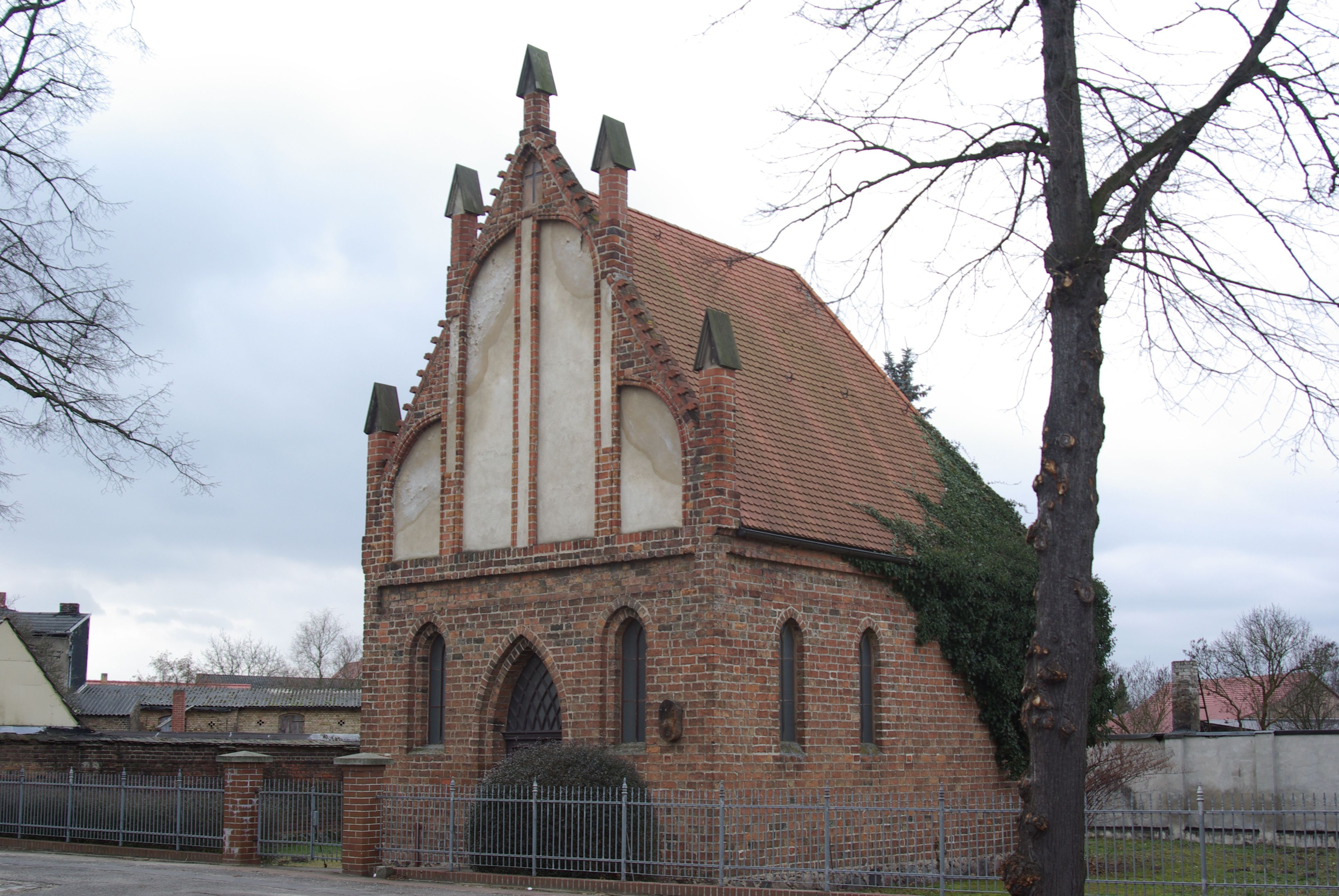
Spitalkapelle
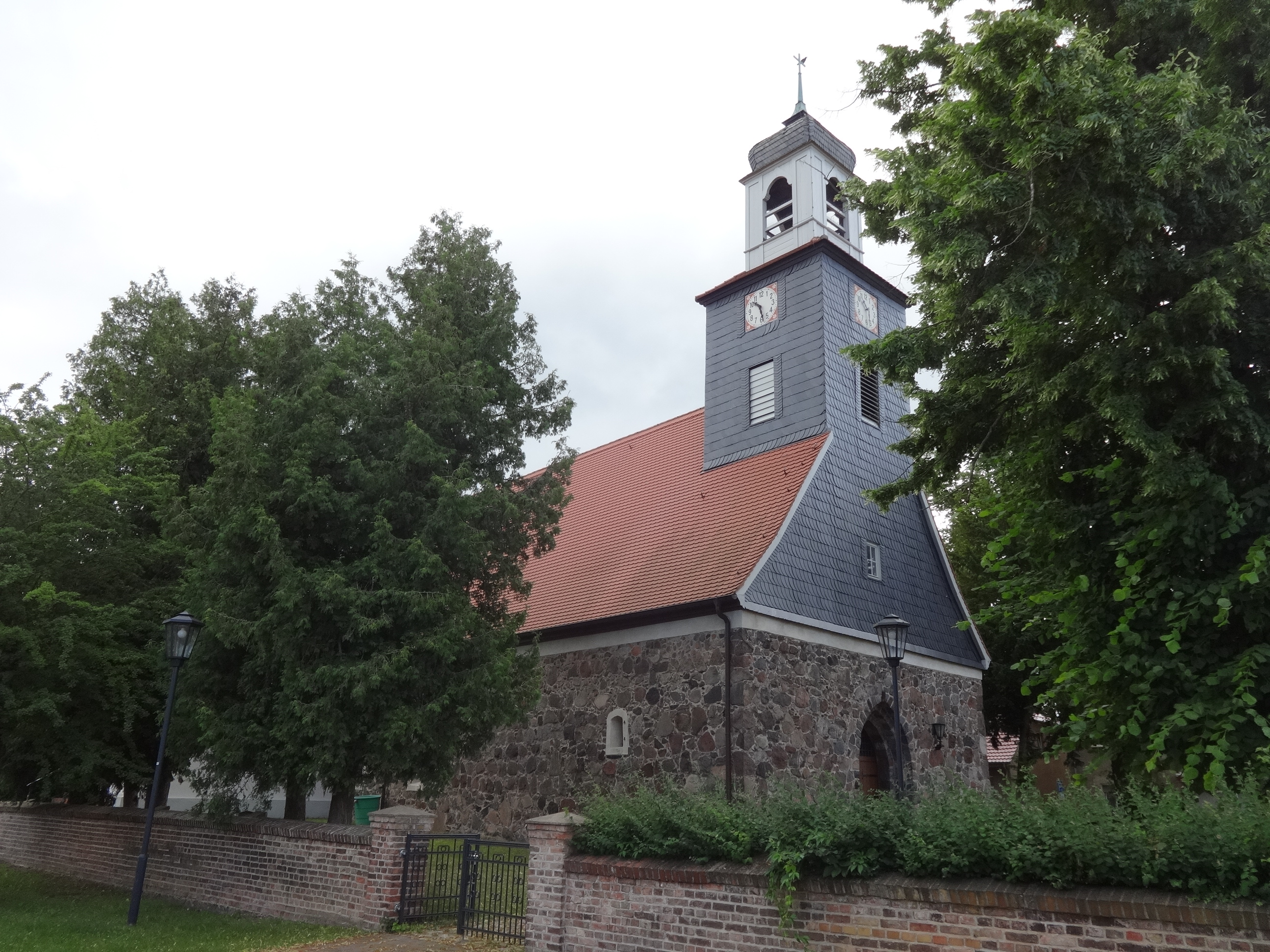
Dorfkirche Schenkendorf

## Интересные факты
В 1562 году власти города Берлин-Кёльн (Berlin-Coelln) попросили у Миттенвальде 400 гульденов, чтобы заплатить налоги курфюрсту Бранденбурга Иоахиму II Гектору. Берлин должен был вернуть 106 процентов от полученной суммы, но ни одного гульдена властям Миттенвальде он так и не отдал.
450 лет спустя, в мае 2012 года, Пфайффер заявил, что, если бы Берлин рассчитался с Миттенвальде по долгам, которые с учетом 450-летней инфляции составляют около триллиона евро, его город стал бы самым богатым на планете. Мэр, правда, признал, что долговой расписки у администрации его города в распоряжении не осталось.